# Энтони Баучер
Энтони Баучер (англ. Anthony Boucher, распространённое в русскоязычных публикациях написание Бучер не соответствует оригинальному произношению; основной псевдоним Уильяма Энтони Паркера Уайта, 21 августа 1911 — 29 апреля 1968) — американский редактор научной фантастики, а также автор детективных романов и коротких рассказов. Особенно известен именно как редактор и рецензент.

## Биография
Уайт родился в Окленде в семье врачей, учился в Университете Южной Калифорнии. Позднее он получил степень магистра Калифорнийского университета в Беркли. В 1968 умер от рака лёгких.

## Литературная и редакторская деятельность
Кроме написания детективных произведений Баучер в значительной степени был известен по своей редактуре, научно-фантастическим антологиям и обзорам детективов на протяжении многих лет в The New York Times. В течение пяти лет (1942—1947) он работал популярным обозревателем в газете San Francisco Chronicle, опубликовав более чем полтысячи статей, рецензий и обзоров. Он стал первым переводчиком Хорхе Луиса Борхеса на английский, переведя «Сад расходящихся тропок» для журнала Ellery Queen’s Mystery. Он был основателем и главным редактором (вместе с Дж. Фрэнсисом Маккомасом) журнала Fantasy & Science Fiction с 1949 по 1958 год, который являлся его удачной попыткой сделать литературное качество важным аспектом научной фантастики. Баучер получал премию Хьюго за лучший профессиональный журнал в 1957 и 1958 годах. Он также редактировал серию антологий Best from Fantasy and Science Fiction на протяжении 1952—1959.
Баучер писал рассказы для многих наиболее известных американских журналов фантастики, в том числе Adventure, Astounding, Black Mask, Galaxy, Unknown и Weird Tales. Его рассказ «Поиски святого Аквина» был отмечен Ассоциацией писателей научной фантастики Америки как один из лучших научно-фантастических рассказов всех времён и вошёл в антологию The Science Fiction Hall of Fame, Volume One, 1929—1964. По результатам опроса 17 авторов детективов и рецензентов роман Баучера «Nine Times Nine» был поставлен на девятое место в рейтинге лучших детективов поджанра убийства в закрытой комнате за всё время.
Энтони Баучер был другом и наставником Филипа К. Дика и других писателей-фантастов.

## Избранные работы
- Семеро с Голгофы (The Case of the Seven of Calvary, 1937)
- Дело о смятом валете (The Case of the Crumpled Knave, 1939)
- Дело об «Иррегулярных силах с Бейкер-стрит» (The Case of the Baker Street Irregulars, 1940)
- Девятью девять (Nine Times Nine, как Х. Х. Холмс, 1940)
- Дело о крепком ключе (The Case of the Solid Key, 1941)
- Ракета в морг[англ.] (Rocket to the Morgue, как Х. Х. Холмс, 1942)
- Дело о семи чихах (The Case of the Seven Sneezes, 1942)